# Supervisore agli effetti visivi
Nel contesto della produzione cinematografica e televisiva, un supervisore agli effetti visivi è responsabile per il raggiungimento degli obiettivi creativi del regista e/o dei produttori attraverso l'uso di effetti visivi. Anche se è un ruolo creativo, la maggior parte dei supervisori possiede un forte background tecnico e sono in grado di prendere decisioni circa la tecnica più efficiente ed efficace da impiegare per risolvere il problema. Spesso un supervisore lavorerà in tandem con il produttore di effetti visivi e il supervisore CG (computer grafica).
I supervisori possono essere assunti direttamente da una società di produzione cinematografica o lavorare per una società di effetti speciali. Spesso ci sono più supervisori agli effetti visuali che lavorano su un progetto, anche se di solito c'è un supervisore VFX senior che guida il loro lavoro.
Sebbene la maggior parte del lavoro sugli effetti visivi venga completato durante la post-produzione, deve essere attentamente pianificato e coreografato nella pre-produzione e nella lavorazione. Il Supervisore agli effetti visivi è di solito coinvolto nella produzione, sin dalle prime fasi di lavorazione, lavorando a stretto contatto con il regista e tutto il personale per ottenere gli effetti desiderati.
Le responsabilità specifiche possono variare leggermente a seconda della natura della produzione, tuttavia la maggior parte dei supervisori:
- gestisce un progetto VFX dal concepimento fino al completamento
- gestisce e dirigere il personale tecnico, artistico e di produzione
- possiede una conoscenza delle varie tecniche di effetti visivi, con enfasi sulle impostazioni della camera e conoscenze cinematografiche con un occhio per la composizione e il lavoro della camera.
- prevede con precisione tempi e costi del progetto
- collabora sui processi di offerta e di negoziazione

La Visual Effects Society è una organizzazione commerciale statunitense di primo piano che rappresenta gli interessi dei professionisti degli effetti visivi.